# 3dcart
3dcart es una empresa tecnológica privada que desarrolla el software para las tiendas en línea y las salidas comerciales. La empresa se fundó en 1997. La sede de la empresa está en Tamarac, Florida.

## Historia
En 1997 Gonzalo Gil fundó la empresa Infomart 2000 en Tamarac, Florida.
En 2001 la empresa presentó la plataforma 3dcart. La 3dcart ha sido fundada para maximizar las capacidades para los vendedores al por menor y los productores.
La 3dcart era a 100% bootstrapping hasta que en enero de 2010 se cerrase el financiamiento en la cuantía de 1.25 millones de dólares.
El servicio comenzó a crecer después de que Amazon declarase a la 3dcart una decisión preferible para el comercio electrónico.
En marzo de 2017 la empresa declaró la colaboración con Square Inc. para la integración y recepción de los pagos con tarjetas de crédito a través de su plataforma.
En 2020 la empresa declaró la colaboración con Smartarget para aumentar la participación de los usuarios.

## Producto
La 3dcart es una aplicación en la nube de comercio electrónico para creación de la tienda en línea de comercio al por menor que usa Microsoft.NET 4.5 y otras tecnologías incluso AngularJS, Elasticsearch, Lucene y Entity Framework 6. La plataforma de comercio electrónico 3dcart tiene la interfaz de usuario con las funciones de administración. Hay instrumentos de comercio electrónico con ayuda de los que los clientes pueden gestionar su tienda en línea. API para el mostrador de la tienda soporta varias interfaces de entrega y pago, por ejemplo, FedEx, UPS y USPS. La 3dcart soporta muchos sistemas de pago, tales como 2checkout, Stripe, Solidcommerce, api2cart y otros.

## Modelo de negocio
La 3dcart se ofrece como el modelo SaaS con pago de abonado mensual. El período de prueba gratis durante registro dura 15 días. La plataforma tiene cuatro planes de tarifa.

## Opiniones
Desde el momento de puesta en marcha la 3dcart ha sido bien aceptada por los recursos online técnicos populares, tales como PCMag que asegura que la plataforma es “limpia, simple y cómoda en uso”. El servicio ha sido mencionado en muchas publicaciones, incluso en Ecommerce Platforms, GetApp y Gazette Review.